# Святослав Всеславич
Святослав Всеславич (2-а пол. XI століття — після 1130) — князь Вітебський  з династії Рюриковичів, гілки Ізяславичів Полоцьких. Син полоцького князя Всеслава Брячиславича, онук Брячислава Ізяславича і правнук Ізяслава Володимировича.

## Біографія
Питання князювання Святослава у Вітебську дискусійне. Через те, що Святославові нащадки правили містом після смерті князя, частина істориків вважає його вітебським князем . Інша частина заперечує це, посилаючись на приналежність Вітебщини Смоленському князівству . Войтович Л. відкидає аргументи останніх, стверджуючи, що Вітебськ належав Смоленському князівству лише короткий час у 2-й половині XII століття
Святослав Всеславич був номінальним вітебським князем, васалом полоцького князя, про що свідчать події 1167 року. У 1101—1129 роках він, ймовірно, очолював боротьбу Вітебської землі проти новгородців, що велася за прикордонні землі.
Існує версія, що дружина Святослава Всеславича, Софія, була тіткою імператора Іоанна II Комнена.. Якщо вона правдива, то це був другий шлюб князя вже у Візантії і у віці близько 60 років. Можливо через допомогу нової родини син Святослава зумів утриматись у Полоцьку.
У 1129 році, за наказом Великого князя Київського Мстислава Володимировича, його разом з іншими Полоцькими князями було вислано до Східної Римської імперії (Візантії).

Помер Святослав Всеславич після 1129 (1130) року у вигнанні, у Візантії.

## Сім'я
- Дружини: 1-а — невідома; 2-а, за деякимим версіями — візантійська аристократка, Софія Комнена

Діти:
- Єфросинія Полоцька (біля 1105 — 1173) — черниця, православна свята, у миру Предслава Святославна.
- Василько Святославич (?—1144) — Полоцький князь (1132—1144/1146)[6]
- Вячко Святославич (? — після 1167) — мав уділ з центром в Усвяті. За деякими даними князь Вітебський (1162 — після 1167)
- Давид Святославич
- Гордислава Святославна — черниця, одна із найблищих помічниць своєї сестри Єфросинії.